# Somitocoel
Das Somitocoel (eingedeutschte Schreibweise auch Somitozöl, Syn. Myocoel oder Myozöl) ist der Hohlraum im Inneren eines Somiten. Er wird von einem Epithel umgeben und enthält im Inneren locker angeordnete mesenchymale Zellen. Transplantationsstudien legen nahe, dass aus den Zellen des Somitocoels vor allem gelenkbildende Teile der Wirbel und die sie bewegenden Skelettmuskeln entstehen. Zudem entstehen aus ihnen Blutgefäßvorläuferzellen (Angioblasten).